# Scenkonst

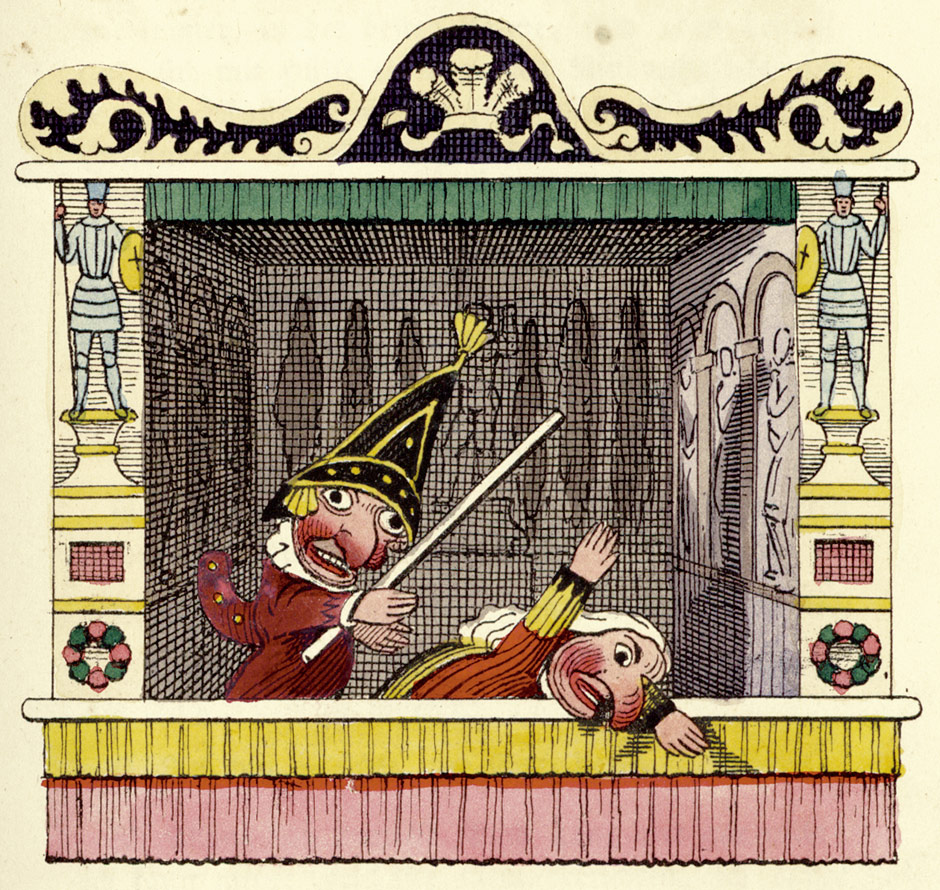
Kasperteater

Scenkonst är ett samlingsnamn på de konstformer som framförs direkt inför en publik. Den kan sättas i motsats till de bildande konsterna och annan bildkonst eller litteratur. Ibland ses begreppet som synonymt med teater.
Exempel på typer av scenkonst, där det även finns genreöverskridande begrepp som nycirkus:
- Musik
- Teater
  - Klassiskt drama
  - Modernt drama
  - Revy
  - Musikteater
    - Opera
    - Operett
    - Sångspel
    - Musikal
    - Revy

  - Dockteater
    - Handdocksteater
    - Marionetteater

  - Skuggteater
  - Pantomim
  - Improvisationsteater
- Dans
  - Balett (kan även räknas som en teatergenre)
  - Modern dans
  - Showdans
- Performance
- Cirkus
- Trolleri
- Varieté
- Vaudeville
- Estradpoesi
- Performancekonst
- Ståuppkomik